# Sporting Clube da Praia
Lo Sporting Clube da Praia è una società calcistica con sede a Praia, a Capo Verde che milita nel campionato capoverdiano di calcio.

## Storia
Fondato nel 1929 il club gioca le partite in casa allo Estádio da Varzea.
I colori sociali sono il giallo-verde.

## Palmarès

### Competizioni nazionali
- Campionato capoverdiano: 10

1985, 1991, 1997, 2002, 2006, 2007, 2008, 2009, 2012, 2017

## Rosa 2011
| N. |                       | Ruolo | Calciatore     |
| -- | --------------------- | ----- | -------------- |
| 1  | Senegal (bandiera)    | P     | Maguette       |
| 2  | Capo Verde (bandiera) | D     | Delta          |
| 3  | Capo Verde (bandiera) | D     | Nito           |
| 4  | Capo Verde (bandiera) | D     | Loloti         |
| 5  | Capo Verde (bandiera) | A     | Ballack        |
| 6  | Capo Verde (bandiera) | D     | Ademar         |
| 7  | Capo Verde (bandiera) | A     | Patrick        |
| 8  | Capo Verde (bandiera) | C     | Palo           |
| 9  | Capo Verde (bandiera) | A     | Zé De Tchetcha |
| 10 | Capo Verde (bandiera) | C     | Edimar         |
| 11 | Capo Verde (bandiera) | A     | Caló           |
| 12 | Capo Verde (bandiera) | P     | Bocas          |
| 13 | Capo Verde (bandiera) | D     | Tó             |

| N. |                       | Ruolo | Calciatore       |
| -- | --------------------- | ----- | ---------------- |
| 14 | Capo Verde (bandiera) | A     | Rapazinho Puto   |
| 15 | Capo Verde (bandiera) | D     | Capiton          |
| 16 | Capo Verde (bandiera) | C     | Lê               |
| 17 | Capo Verde (bandiera) | D     | Osvaldo          |
| 18 | Capo Verde (bandiera) | A     | Mais Alto        |
| 19 | Capo Verde (bandiera) | C     | Xelo             |
| 20 | Capo Verde (bandiera) | A     | Vargas Fernandes |
| 21 | Capo Verde (bandiera) | C     | Son Sent         |
| 22 | Capo Verde (bandiera) | D     | Di Ii            |
| 25 | Senegal (bandiera)    | C     | Theodore         |
| 30 | Capo Verde (bandiera) | C     | Dário            |
| 33 | Capo Verde (bandiera) | D     | Piki             |